# O Amigo da Onça
El Amigo da Onça  (Amigo del jaguar, en portugués) es un personaje creado por Péricles de Andrade Maranhão (14 de agosto de 1924 - 31 de diciembre de 1961) y publicado como una historieta por primera vez en la revista O Cruzeiro el 23 de octubre de 1943.
Satírico, irónico, crítico de las costumbres y del orden establecido, el Amigo da Onça aparece en diversas ocasiones desenmascarando a sus interlocutores, poniéndolos en evidencia, o colocándolos en situaciones embarazosas y/o incómodas.
En la década de 1990, el Amigo da Onça estuvo desarrollado por José Alberto Lovetro (guiones) y Sergio Morettini (diseños).

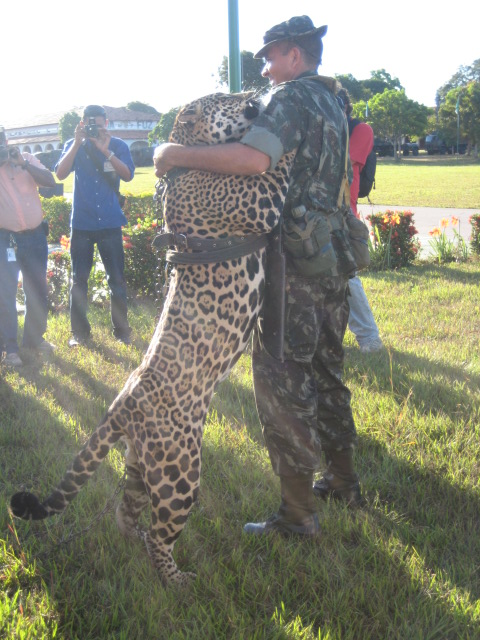
Mascota de la 23ª Brigada (foto del 21 de julio del 2008). En el día indicado, el jaguar no estaba receptivo como para dejarse sacar fotos.

## Creación
El famoso personaje fue creado por el humorista gráfico pernambucano Péricles de Andrade Maranhão, en 1943, a pedido de Leão Gondim, editor de la revista O Cruzeiro, inspirado en los cartoons Enemies of Man de la revista americana Esquire y El enemigo del Hombre, personaje creado por Guillermo Divito para la revista argentina Patoruzú.
O amigo da Onça fue publicado regularmente entre el 23 de octubre de 1943 y el 3 de febrero de 1962. Los directores de la revista "O Cruzeiro" querían crear un personaje asociado particularmente con su publicación, y de buenas a primeras se encontraron que ya tenían uno y hasta con un nombre emblemático, adoptado de una conocida anécdota:

Dois caçadores conversam em seu acampamento:

— O que você faria se estivesse agora na selva e uma onça aparecesse na sua frente?

— Ora, dava um tiro nela.

— Mas se você não tivesse nenhuma arma de fogo?

— Bom, então eu matava ela com meu facão.

— E se você estivesse sem o facão?

— Apanhava um pedaço de pau.

— E se não tivesse nenhum pedaço de pau?

— Subiria na árvore mais próxima!

— E se não tivesse nenhuma árvore?

— Sairia correndo.

— E se você estivesse paralisado pelo medo?

Então, o outro, já irritado, retruca:

— Mas, afinal, você é meu amigo ou amigo da onça?
Dos cazadores conversan en su campamento:

— ¿Qué haría si ahora estuviera en la selva, y un jaguar surgiera en frente suyo?

— Bueno, le daría un tiro y lo mataría.

— ¿Pero... y si no tuviera un arma de fuego?

— Bueno, entonces mataría al animal con mi facón.

— ¿Pero... y si estuviera sin su facón?

— Bueno, me defendería con un palo.

— ¿Pero... y si no tuviera ningún palo ni bastón ni nada parecido?

— ¡Bueno, subiría al árbol más próximo!

— ¿Pero... y si no hubiera ningún árbol próximo?

— Bueno, saldría corriendo.

— ¿Pero... y si estuviera paralizado por el miedo?

El otro cazador, ya irritado y algo fuera de sí, responde:

— ¿Pero al final, usted es mi amigo, o amigo del jaguar?

Después de la muerte del autor en 1962, el personaje Amigo da Onça continuó siendo publicado, con los diseños del ilustrador Getulio Delphim (durante dos años). Getulio Delphim era amigo de Péricles, y con él encaraba otra serie (Oliveira Trapalhão e Laurindo Capoeira) que no llegó a ser lanzada debido al fallecimiento de Péricles.
Péricles era muy cuidadoso con sus personajes y con las formas, y por eso las creaciones en las que los citados intervenían, eran firmadas como "Equipe do Cruzeiro".
Después de 1964, la serie asimismo continuó hasta 1972, pero ahora desarrollada por el humorista gráfico Carlos Estevão.

## Adaptaciones
- En 1988, ganó una obra de teatro escrita por Chico Caruso y Nani,  protagonizada por Paulo Betti y Grace Gianoukas.[6][7]

- En 2005, fue lanzado el cortometraje A Última do Amigo da Onça, el corto es inspirado en un cómic producido por Ofeliano de Almeida, que también produjo guiones gráficos para la película, la trama presenta un ficticio encuentro entre Péricles (Osvaldo Mil) Y su creación (Fábio Lago),[8] en 2006, el actor Fábio Lago fue premiado como mejor actor en la 33.ª Jornada Internacional de Cinema da Bahia,[9] en el Festival Primeiro Plano en Juiz de Fora,[10] el mismo año, Ofeliano de Almeida como mejor argumento en el Festival Guarnicê de Cinema.[11]

En el año 2011, el Estudio Saci elaboró un proyecto de una serie de cortos de animación 3D.

## Expresión popular
Amigo da onça actualmente también es una conocida y usada expresión popular en Brasil, con origen en el personaje de historietas y de dibujos dibujo humorísticos desarrollado en el presente artículo. El concepto de Amigo da onça equivale al de "mal amigo" o "mala amiga".